# Dörte Pietron
Dörte Pietron (* 27. April 1981 in Heidelberg) ist eine deutsche Extrembergsteigerin, Kletterin sowie staatl. geprüfte Bergführerin bzw. Skiführerin. Sie war die erste Frau, der die Durchsteigung der Westwand des Cerro Torre gelang. Dörte Pietron hat in mehreren Bergfilmen als Double für Schauspielerinnen mitgewirkt.

## Werdegang
Von 2000 bis 2007 studierte Dörte Pietron an der Universität Heidelberg Physik und schloss das Studium erfolgreich mit einer Diplom-Prüfung ab. Parallel absolvierte sie die Ausbildung zur Fachübungsleiterin Alpinklettern. Zwischen 2003 und 2005 gehörte sie zum Expeditionskader des Deutschen Alpenvereins (DAV). Ab 2007 absolvierte sie die Ausbildung zur Bergführerin, die sie 2011 erfolgreich abgeschlossen hat. Seitdem arbeitet sie hauptberuflich als Bergführerin. Außerdem ist sie Trainerin des DAV-Frauenteam-Expeditionskaders und Mitglied in der Kommission Leistungsbergsteigen des DAV.

## Alpinismus
Alpen
Erst 1999 machte Pietron ihre ersten Ski- und Klettertouren. Bereits 2002 durchkletterte sie die Nordostwand des Eigers (3970 m ü. M.) auf der Lauper-Route (Schwierigkeit: V) und die Aiguille du Midi (3842 m) über den Frendopfeiler (5c). Ein Jahr danach folgte die Nordwand der Droites (4000 m) auf der Ginat-Route (WI5/M). Die gleiche Wand durchstieg sie 2004 auf dem Tournierpfeiler (WI4, 6a). Am Mont Blanc du Tacul (4248 m) kletterte sie 2005 Modica-Noury (WI5+, M5) und Gabarrou-Albinoni (WI4). Im Klettergarten Karlstein bei Bad Reichenhall konnte sie 2005 mit Mescalito ihren ersten 8a rotpunkt klettern. 2006 gelang der Mont Blanc du Tacul durch das Supercouloir (WI5+, 5c). Im Jahr 2008 konnte sie erfolgreich in den Dolomiten steigen. Über die Südwand erreichte sie den Gipfel der Marmolata (3343 m s.l.m.) auf der Route Moderne Zeiten (VIII–) sowie Vinatzer-Messner (VI–). An den Drei Zinnen stieg sie die Direttissima (VIII+) auf die Große Zinne (2999 m s.l.m.) und die Cassin-Ratti (VII+, A1) auf die Kleine Zinne (2857 m s.l.m.).
Himalaya
Im Jahr 2005 konnte Dörte Pietron den Nayser Brakk (5200 m; 6a, M) in Pakistan besteigen. 2008 führte eine Expedition ins Miyar-Tal bei Udaipur in Indien. Dort stieg sie auf den Geruda Peak (5640 m; III).
Yosemite Valley
Zum Big Wall-Klettern ging es 2004 nach Nordamerika in den Yosemite-Nationalpark. Hier kletterte Pietron am El Capitan (2307 m) The Nose (5.9, C1), den Half Dome (2693 m)  über Regular (5.9, C1) in der Nordwestwand und die Washington Column (2307 m) in der Route Astroman (5.11c) sowie den Leaning Tower über Wet Denim Daydream (C2).
Anden
In der Cordillera Blanca bestieg Pietron 2001 Nevado Pisco (5752 m), Nevado Toclaraju (6033 m) und Nevado Chopicalqui (6350 m).
Patagonien
2008 war Dörte Pietron in Patagonien erfolgreich. Als erste Frau durchstieg sie die Westwand (WI5, M6) des Cerro Torre (3133 m). Dazu gelang der Nordpfeiler des Fitz Roy (3406 m) in der Route Mate, Porro y Todo lo Demás (7a). Den Fitz Roy hat sie inzwischen mehrfach auf unterschiedlichen Routen bestiegen. Den Cerro Torre hat Dörte Pietron mittlerweile ein zweites Mal bestiegen, dieses Mal über die „Kompressorroute“. Auch am Aguja Poincenot, dem zweithöchsten Gipfel des Fitz Roy Massivs, war sie erfolgreich.